# Rhytidoponera carinata
Rhytidoponera carinata is een mierensoort uit de onderfamilie van de Ectatomminae. De wetenschappelijke naam van de soort is voor het eerst geldig gepubliceerd in 1936 door Clark.